# 116 000

Granatowym kolorem zaznaczono europejskie kraje z aktywną infolinią 116 000

116 000 – europejska infolinia służąca odnajdowaniu zaginionych dzieci. Jest pierwszą usługą publiczną, przyjętą solidarnie przez państwa członkowskie Unii Europejskiej. Za pośrednictwem infolinii oferowana jest bezpłatna pomoc w poszukiwaniu zaginionych dzieci, działa w 29 krajach Europy: Albania, Austria, Belgia, Bułgaria, Chorwacja, Cypr, Czechy, Dania, Estonia, Francja, Grecja, Hiszpania, Holandia, Irlandia, Litwa, Luksemburg, Łotwa, Malta, Niemcy, Polska, Portugalia, Rumunia, Serbia, Słowacja, Słowenia, Szwecja, Węgry, Włochy i Wielka Brytania. Jedynym krajem UE, w którym nie funkcjonuje telefon 116 000 jest Finlandia.